# Trèves (Rhône)
Trèves is een gemeente in het Franse departement Rhône (regio Auvergne-Rhône-Alpes) en telt 558 inwoners (1999). De plaats maakt deel uit van het arrondissement Lyon.

## Geografie
De oppervlakte van Trèves bedraagt 7,6 km², de bevolkingsdichtheid is 73,4 inwoners per km².
De onderstaande kaart toont de ligging van Trèves (Rhône) met de belangrijkste infrastructuur en aangrenzende gemeenten.

## Demografie
Onderstaande figuur toont het verloop van het inwonertal (bron: INSEE-tellingen).